# 25276 Dimai
25276 Dimai este un asteroid din centura principală de asteroizi.

## Descriere
25276 Dimai este un asteroid din centura principală de asteroizi. A fost descoperit pe 15 noiembrie 1998 la Pianoro de Vittorio Goretti. Asteroidul prezintă o orbită caracterizată de o semiaxă mare de 2,97 ua, o excentricitate de 0,05 și o înclinație de 8,6° în raport cu ecliptica.